# Ansamblul Folcloric Profesionist Cindrelul-Junii Sibiului
Ansamblul folcloric profesionist "Cindrelul-Junii Sibiului" este cea mai veche formație de dansuri populare a României și una dintre cele mai vechi din Europa. Ansamblul activează neîntrerupt din anul 1944, în municipiul Sibiu din județul Sibiu, România, în cadrul Centrului Județean pentru Conservarea și Promovarea Culturii Tradiționale "Cindrelul-Junii" Sibiu.În cele șapte decenii de activitate, Junii Sibiului au susținut peste 40.000 de spectacole, au obținut peste 100 de premii naționale și 60 de premii internaționale.